# Granja Ueno
La Granja Ueno, (上野ファーム Ueno fāmu) es un jardín botánico de unas 13.3 hectáreas, que se encuentra a unos 30 km al centro de la ciudad de Asahikawa, Japón. 
Es un lugar sagrado para la ecología, que visitan los turistas amantes de la naturaleza de todo Japón. 
También conocido como el jardín inglés de la isla de Hokkaido.

## Localización
Se encuentra en la zona de vegetación bioclimática orohemiboreal y baja oroboreal correspondiendo a la misma que el Jardín Botánico de la Universidad de Helsinki.
Ueno fāmu, 186, Nagayama-16 Asahikawa-shi, 060, Hokkaidō-jima, Japón.
Planos y vistas satelitales.43°48′30″N 142°29′8.7″E / 43.80833, 142.485750
- A unos 10 minutos a pie de la estación JR Sakuraoka Sekihokuhonsen.
- Alrededor de un 30 minutos en coche del centro de la ciudad de Asahikawa. Por la carretera "Hokkaido Garden Road" - dirección granja Ueno.
- A unos 7 minutos en coche de Asahikawa Zoo.

El jardín es visitable por el público en general, de 9:00 a 16:30, del domingo al martes, pagando una tarifa de 400 yen de entrada. El jardín se cierra del 29 de diciembre al 3 de enero.

## Historia
Conocido como el "jardín de arena" ha sido diseñado por el arquitecto del paisaje Yuki Ueno, diseñado como un jardín Kaze-no .
Fue galardonado con el Gran Premio en los BISES de jardinería. 
Aparece en el documental de Fuji TV que fue producido para "Kazenogaden". Aparece así mismo mencionado en "jardín manía" de la NHK.
La reputación del jardín se ha extendido y actualmente se ha convertido en un nuevo punto turístico de Asahikawa. 

## Colecciones
Este jardín que comenzó como un jardín de estilo inglés en un primer momento, y se ha transformado en la granja Ueno una típica granja inglesa donde se puede admirar sin necesidad de ir al Reino Unido.
El objetivo actualmente es el de reconstruir el jardín para adaptarse al clima de Hokkaido, Asahikawa. El clima y la temporada de lluvias de Asahikawa tiene un periodo seco, con grandes diferencias de temperatura y vientos. 